# Premier Division 2021 (Irlanda)
La League of Ireland Premier Division 2021 è stata la 101ª edizione della massima serie del campionato irlandese di calcio, iniziata il 19 marzo e terminata il 19 novembre seguente. Lo Shamrock Rovers, squadra campione in carica, si è riconfermato conquistando il diciannovesimo titolo della sua storia.

## Stagione

### Novità
Dalla Premier Division 2020 sono state retrocesse in First Division Cork City e Shelbourne, perdente dello spareggio promozione/retrocessione, mentre dalla First Division 2020 sono state promosse Drogheda Utd e Longford Town.

### Formula
Le 10 squadre partecipanti si affrontano in un girone all'italiana con doppie partite di andata e ritorno per un totale di 36 giornate. La squadra prima classificata è dichiarata campione d'Irlanda ed ammessa al primo turno di qualificazione della UEFA Champions League 2022-2023. La seconda e la terza classificata vengono ammesse al primo turno di qualificazione della UEFA Europa Conference League 2022-2023. Se la squadra vincitrice della FAI Cup, ammessa al primo turno di qualificazione della UEFA Europa Conference League 2022-2023, si classifica al secondo o terzo posto, l'accesso al primo turno di Europa Conference va a scalare. La nona classificata viene ammessa allo spareggio promozione/retrocessione contro la vincente degli spareggi di First Division. La decima classificata viene retrocessa in First Division.

## Squadre partecipanti
| Club            | Città                  | Stadio           | Stagione precedente          |
| --------------- | ---------------------- | ---------------- | ---------------------------- |
| Bohemians       | Dublino (Phibsborough) | Dalymount Park   | 2º posto in Premier Division |
| Derry City      | Derry                  | Brandywell       | 7º posto in Premier Division |
| Drogheda Utd    | Drogheda               | United Park      | 1º posto in First Division   |
| Dundalk         | Dundalk                | Oriel Park       | 3º posto in Premier Division |
| Finn Harps      | Ballybofey             | Finn Park        | 8º posto in Premier Division |
| Longford Town   | Longford               | Bishopsgate      | 2º posto in First Division   |
| Shamrock Rovers | Dublino (Tallaght)     | Tallaght Stadium | Campione d'Irlanda           |
| Sligo Rovers    | Sligo                  | Showgrounds      | 4º posto in Premier Division |
| St Patrick's    | Dublino (Inchicore)    | Richmond Park    | 6º posto in Premier Division |
| Waterford       | Waterford              | Waterford RSC    | 5º posto in Premier Division |

## Classifica finale
|  | Pos. | Squadra         | Pt | G  | V  | N  | P  | GF | GS | DR  |
|  | ---- | --------------- | -- | -- | -- | -- | -- | -- | -- | --- |
|  | 1.   | Shamrock Rovers | 78 | 36 | 24 | 6  | 6  | 59 | 28 | +31 |
|  | 2.   | St Patrick's    | 62 | 36 | 18 | 8  | 10 | 56 | 42 | +14 |
|  | 3.   | Sligo Rovers    | 57 | 36 | 16 | 9  | 11 | 43 | 32 | +11 |
|  | 4.   | Derry City      | 54 | 36 | 14 | 12 | 10 | 49 | 42 | +7  |
|  | 5.   | Bohemians       | 52 | 36 | 14 | 10 | 12 | 60 | 46 | +14 |
|  | 6.   | Dundalk         | 48 | 36 | 13 | 9  | 14 | 44 | 46 | -2  |
|  | 7.   | Drogheda Utd    | 44 | 36 | 12 | 8  | 16 | 45 | 43 | +2  |
|  | 8.   | Finn Harps      | 44 | 36 | 11 | 11 | 14 | 44 | 52 | -8  |
|  | 9.   | Waterford       | 42 | 36 | 12 | 6  | 18 | 36 | 56 | -20 |
|  | 10.  | Longford Town   | 15 | 36 | 2  | 9  | 25 | 22 | 71 | -49 |

Legenda:
      Campione d'Irlanda e ammessa alla UEFA Champions League 2022-2023
      Ammesse alla UEFA Europa Conference League 2022-2023
 Ammesso allo spareggio retrocessione-promozione
      Retrocessa in First Division 2022
Note:
Tre punti a vittoria, uno a pareggio, zero a sconfitta.
La classifica viene stilata secondo i seguenti criteri:
- Punti conquistati
- Differenza reti generale
- Reti totali realizzate

## Risultati

### Partite (1-18)
|                 | Boh  | Der  | Dro  | Dun  | Fin  | Lon  | Sha  | Sli  | StP  | Wat  |
| --------------- | ---- | ---- | ---- | ---- | ---- | ---- | ---- | ---- | ---- | ---- |
| Bohemians       | –––– | 1-2  | 5-0  | 5-1  | 4-0  | 2-2  | 1-0  | 1-3  | 0-1  | 3-0  |
| Derry City      | 1-1  | –––– | 1-1  | 1-1  | 1-2  | 1-1  | 0-2  | 1-1  | 2-2  | 1-2  |
| Drogheda Utd    | 1-1  | 1-2  | –––– | 0-1  | 1-1  | 4-1  | 0-1  | 1-1  | 3-1  | 1-0  |
| Dundalk         | 0-1  | 2-1  | 2-1  | –––– | 1-2  | 1-1  | 2-1  | 0-1  | 1-1  | 1-3  |
| Finn Harps      | 1-0  | 1-2  | 0-1  | 1-1  | –––– | 1-1  | 0-2  | 1-2  | 0-2  | 2-1  |
| Longford Town   | 0-2  | 2-0  | 0-4  | 2-2  | 0-0  | –––– | 0-1  | 0-1  | 1-3  | 1-2  |
| Shamrock Rovers | 2-1  | 1-1  | 1-1  | 2-1  | 1-1  | 2-1  | –––– | 0-1  | 1-1  | 3-0  |
| Sligo Rovers    | 4-0  | 0-1  | 1-2  | 1-1  | 1-0  | 2-0  | 1-1  | –––– | 1-1  | 3-0  |
| St Patrick's    | 2-1  | 2-0  | 2-1  | 0-2  | 4-1  | 3-0  | 1-2  | 2-0  | –––– | 1-0  |
| Waterford       | 0-1  | 0-1  | 0-7  | 0-3  | 1-2  | 1-0  | 1-4  | 1-2  | 1-1  | –––– |

### Partite (19-36)
|                 | Boh  | Der  | Dro  | Dun  | Fin  | Lon  | Sha  | Sli  | StP  | Wat  |
| --------------- | ---- | ---- | ---- | ---- | ---- | ---- | ---- | ---- | ---- | ---- |
| Bohemians       | –––– | 3-3  | 2-1  | 1-1  | 1-2  | 1-1  | 3-1  | 1-0  | 3-2  | 1-2  |
| Derry City      | 1-1  | –––– | 3-0  | 1-0  | 2-2  | 3-0  | 2-4  | 2-0  | 1-0  | 2-0  |
| Drogheda Utd    | 3-2  | 1-0  | –––– | 0-1  | 3-1  | 2-0  | 0-1  | 0-0  | 0-1  | 1-2  |
| Dundalk         | 2-1  | 1-2  | 1-2  | –––– | 1-0  | 2-0  | 1-0  | 4-1  | 1-4  | 1-0  |
| Finn Harps      | 1-2  | 1-1  | 0-0  | 2-2  | –––– | 5-0  | 2-1  | 2-2  | 3-1  | 0-1  |
| Longford Town   | 1-4  | 0-2  | 1-1  | 1-0  | 0-3  | –––– | 0-1  | 0-1  | 1-4  | 1-1  |
| Shamrock Rovers | 1-1  | 2-1  | 2-1  | 3-1  | 3-0  | 1-0  | –––– | 2-0  | 3-1  | 2-0  |
| Sligo Rovers    | 1-1  | 1-2  | 2-0  | 2-1  | 0-1  | 1-0  | 0-1  | –––– | 2-0  | 1-1  |
| St Patrick's    | 2-2  | 1-0  | 2-0  | 1-0  | 2-2  | 3-2  | 0-1  | 0-3  | –––– | 2-1  |
| Waterford       | 1-0  | 2-2  | 1-0  | 1-1  | 4-1  | 4-1  | 1-3  | 1-0  | 0-0  | –––– |

## Spareggio promozione/retrocessione
|           | Risultati |     | Luogo e data                |
| --------- | --------- | --- | --------------------------- |
| Waterford | 1 - 2     | UCD | Waterford, 26 novembre 2021 |
|           |           |     |                             |

## Statistiche

### Squadre

#### Capoliste solitarie
|    | ——   | —— | —— | —— | —— | —— | —— | ——              | ——              | ——              | ——              | ——    | ——    | ——       | ——       | ——  | ——  | ——  | ——  | ——  | ——              | ——              | ——              | ——              | ——              | ——              | ——              | ——              | ——              | ——              | ——              | ——              | ——              | ——              | ——              | —— |  |
|    | Finn |    |    |    |    |    |    | Shamrock Rovers | Shamrock Rovers | Shamrock Rovers | Shamrock Rovers | Sligo | Sligo | Shamrock | Shamrock |     |     |     |     |     | Shamrock Rovers | Shamrock Rovers | Shamrock Rovers | Shamrock Rovers | Shamrock Rovers | Shamrock Rovers | Shamrock Rovers | Shamrock Rovers | Shamrock Rovers | Shamrock Rovers | Shamrock Rovers | Shamrock Rovers | Shamrock Rovers | Shamrock Rovers | Shamrock Rovers |    |  |
|    |      |    |    |    |    |    |    |                 |                 |                 |                 |       |       |          |          |     |     |     |     |     |                 |                 |                 |                 |                 |                 |                 |                 |                 |                 |                 |                 |                 |                 |                 |    |  |
|    |      |    |    |    |    |    |    |                 |                 |                 |                 |       |       |          |          |     |     |     |     |     |                 |                 |                 |                 |                 |                 |                 |                 |                 |                 |                 |                 |                 |                 |                 |    |  |
| 1ª | 2ª   | 3ª | 4ª | 5ª | 6ª | 7ª | 8ª | 9ª              | 10ª             | 11ª             | 12ª             | 13ª   | 14ª   | 15ª      | 16ª      | 17ª | 18ª | 19ª | 20ª | 21ª | 22ª             | 23ª             | 24ª             | 25ª             | 26ª             | 27ª             | 28ª             | 29ª             | 30ª             | 31ª             | 32ª             | 33ª             | 34ª             | 35ª             | 36ª             |    |  |

### Individuali

#### Classifica marcatori
| Gol |  |  | Giocatore           | Squadra              |
| --- |  |  | ------------------- | -------------------- |
| 21  |  |  | Georgie Kelly       | Bohemians            |
| 15  |  |  | Daniel Mandroiu     | Shamrock Rovers      |
| 13  |  |  | Mark Doyle          | Drogheda Utd         |
| 12  |  |  | Patrick Hoban       | Dundalk              |
| 11  |  |  | Graham Burke        | Shamrock Rovers      |
| 11  |  |  | Johnny Kenny        | Sligo Rovers         |
| 11  |  |  | Matthew Smith       | St Patrick's         |
| 10  |  |  | John Martin         | Waterford            |
| 10  |  |  | Tunde Owolabi       | Finn Harps           |
| 9   |  |  | Liam Burt           | Bohemians            |
| 9   |  |  | Chris Lyons         | Drogheda Utd         |
| 9   |  |  | Rory Gaffney        | Shamrock Rovers      |
| 8   |  |  | Junior Ogedi-Uzokwe | Dundalk / Derry City |
| 8   |  |  | Chris Forrester     | St Patrick's         |
| 8   |  |  | Adam Foley          | Finn Harps           |
| 8   |  |  | Jamie McGonigle     | Derry City           |